# Afgeknotte piramide
Een afgeknotte piramide of frustum is een meetkundig lichaam dat ontstaat door een piramide af te knotten, dat wil zeggen van de piramide een gelijkvormig gedeelte af te snijden met een vlak tussen de top en het grondvlak en evenwijdig daarmee. De vorm vindt wel toepassing in de bouwkunde en de architectuur.
Een speciale vorm van een afgeknotte piramide is het vierhoekig frustum. Een dubbele afgeknotte piramide bestaat uit twee afgeknotte piramides met  een gemeenschappelijk grondvlak die tegen elkaar zijn geplaatst. 

## Eigenschappen

### Volume
De inhoud van een afgeknotte piramide werd al in het oude Egypte bepaald. In de Moskou-papyrus staat het volgende: "Als u wordt verteld: een afgeknotte piramide met een verticale hoogte van 6, een basis van 4 en de basis op de top van 2, dan moet U 4 in het kwadraat nemen, dat is 16. Vermenigvuldig dan 2 en 4, dat is 8. Dan neemt U het kwadraat van 2, dat geeft 4. Vervolgens moet u de 16, de 8 en de 4 bij elkaar optellen, dat resulteert in 28. Van de verticale basis (6) moet U één derde nemen, dat geeft 2. Als laatste stap neemt u 28 keer 2, dat geeft 56. Ziehier het resultaat."
En inderdaad: dit klopt. Er wordt uitgegaan van een vierkant grondvlak met zijde {\displaystyle b_{1}}, een bovenvlak met zijde {\displaystyle b_{2}} en een hoogte {\displaystyle h}. De gebruikte formule is:
{\displaystyle V={\tfrac {1}{3}}h(b_{1}^{2}+b_{1}b_{2}+b_{2}^{2})}.
Het volume {\displaystyle V} van de afgeknotte piramide is het verschil in volume van de oorspronkelijke piramide en het afgesneden gedeelte:
{\displaystyle V={\tfrac {1}{3}}h_{1}B_{1}-{\tfrac {1}{3}}h_{2}B_{2}}.
Daarin zijn {\displaystyle B_{1}} en {\displaystyle B_{2}} de oppervlakten van respectievelijk het onder- (grotere) en het bovenvlak (kleinere), en {\displaystyle h_{1}} en {\displaystyle h_{2}} de loodrechte hoogtes van de top van de oorspronkelijke piramide tot deze vlakken.
Een alternatieve formule verkrijgt men door {\displaystyle h} de hoogte van de afgeknotte piramide te noemen, dat is de loodrechte afstand tussen het bovenvlak en het grondvlak. Dan is {\displaystyle h=h_{1}-h_{2}} en er geldt:
{\displaystyle {\frac {B_{1}}{h_{1}^{2}}}={\frac {B_{2}}{h_{2}^{2}}}},
zodat:
{\displaystyle V={\tfrac {1}{3}}h(B_{1}+{\sqrt {B_{1}B_{2}}}+B_{2})}.